# Cottage cheese

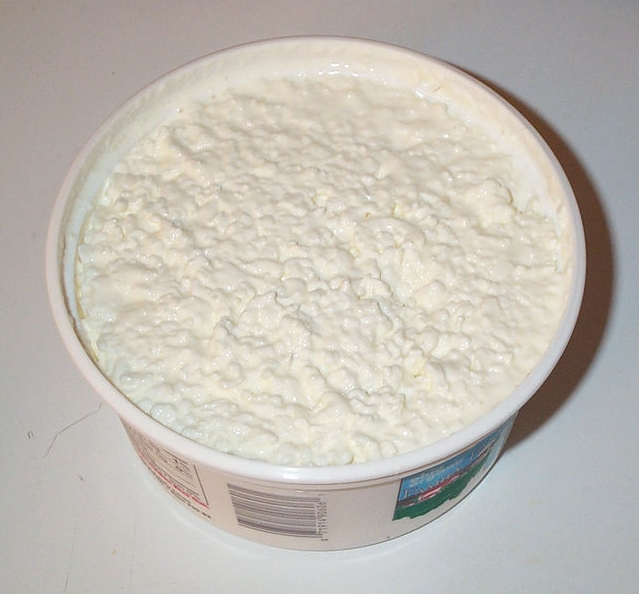
Cottage cheese

Cottage cheese – rodzaj sera, produkowanego z krowiego mleka. Ser ten jest zaliczany do serów twarogowych oraz niedojrzewających. Cottage cheese ma smak czysty oraz jałowy. Jego cechą charakterystyczną jest ziarnista konsystencja. Ser ten bywa mieszany z różnymi dodatkami.
Pierwszym polskim producentem sera typu cottage cheese była OSM Piątnica; jej serek wiejski jest wytwarzany od 1992 roku. Obecnie jest produkowany przez wiele mleczarni w Polsce, najczęściej również pod nazwą serek wiejski, ale lokalnie może przyjmować nazwy regionalne (np. twarożek raciborski, grani).